# Wyśmierzyce
Wyśmierzyce – miasto w województwie mazowieckim, w powiecie białobrzeskim, położone w Dolinie Białobrzeskiej na prawym brzegu Pilicy.
Miasto jest siedzibą gminy miejsko-wiejskiej Wyśmierzyce oraz parafii rzymskokatolickiej św. Teresy z Ávili.
Wyśmierzyce leżą na terenie historycznego Zapilicza należącego do Mazowsza. Miasto zostało założone w 1338 roku. Było miastem duchownym.
Lokalny ośrodek rolniczo-usługowy. Przez miasto przebiega droga krajowa nr 48 (Tomaszów Mazowiecki – Kock).
Według danych GUS z 1 stycznia 2024 r. miasto liczyło 877 mieszkańców, będąc 107. najludniejszym miastem w województwie.

## Położenie

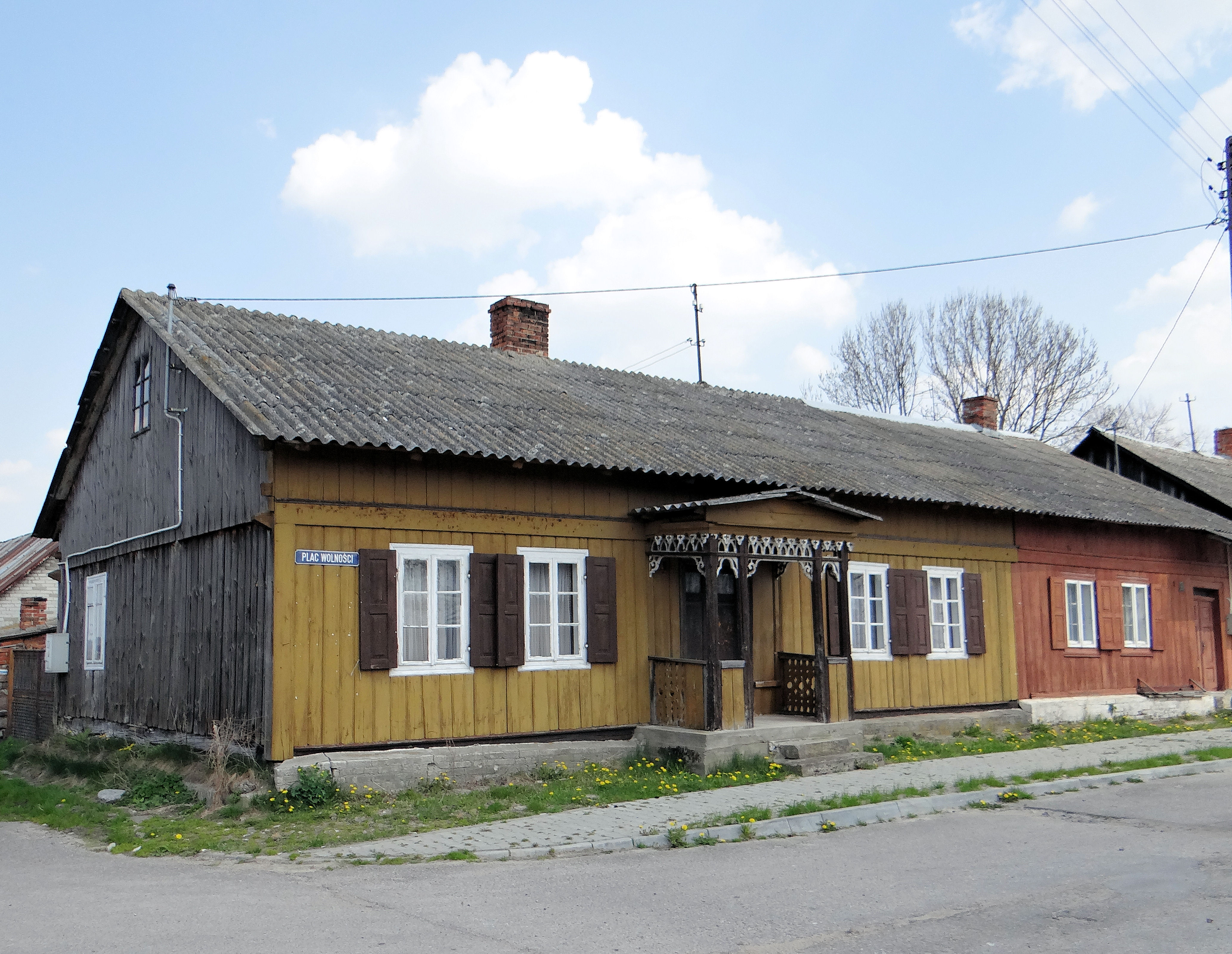
Przykład starej drewnianej zabudowy

Według danych z 1 stycznia 2009 powierzchnia miasta wynosi 16,84 km².
Wyszemierzyce, będące własnością duchowną, położone były w drugiej połowie XVI wieku w powiecie wareckim ziemi czerskiej województwa mazowieckiego. W drugiej połowie XVIII wieku Wyśmierzyce leżały w województwie sandomierskim, w ramach którego stanowiły część ziemi radomskiej. W latach 1975–1998 miasto administracyjnie należało do woj. radomskiego, zaś przed czerwcem 1975 do woj. kieleckiego.

## Demografia
W latach 1973–2017 (pomijając rok 1993, kiedy miastem stało się zaludniające się Borne Sulinowo) Wyśmierzyce były najmniejszym pod względem ludności miastem Polski; 31 grudnia 2014 liczyły 921 mieszkańców, a rok później 924 osoby. Status najmniejszego miasta Polski utraciły 1 stycznia 2018, kiedy to status miasta odzyskała Wiślica w województwie świętokrzyskim z 503 mieszkańcami, wypierając Wyśmierzyce o 45%  (Natomiast od 1 stycznia 2019 roku najmniejszym miastem w Polsce jest Opatowiec liczący 330 mieszkańców). W 2024 roku Wyśmierzyce są szesnastym najmnieszym miastem Polski.

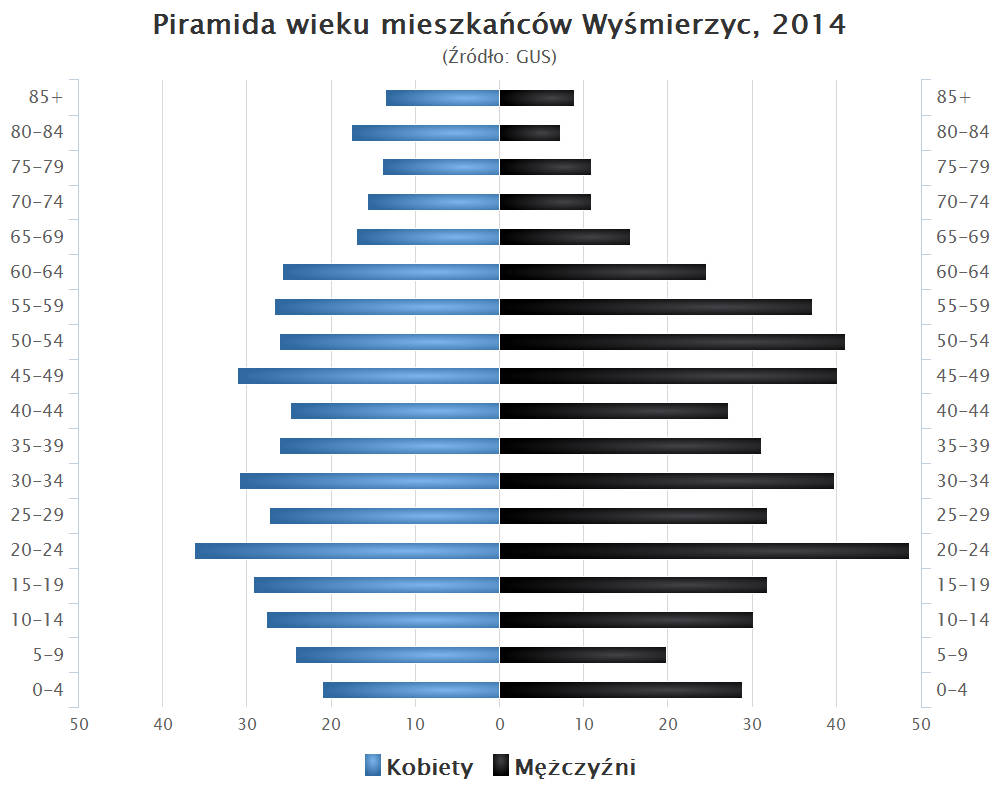
Piramida wieku mieszkańców Wyśmierzyc w 2014 roku

## Toponimia
Do końca XVII wieku nazwa brzmiała Wyszemierzyce, o czym świadczą zapiski z 1398 (Vyszemierzice) i 1576 (Wyssemierzyce). Nazwa ta pochodziła od imienia Wyszemir, nosiła ją osoba poświadczona przez źródła historyczne. Zmiana nazwy na obecną nastąpiła poprzez zanik nieakcentowanego -e-, i przejście grupy spółgłoskowej -szm'- w -śm'-.

## Historia
Osada otrzymała prawa miejskie 12 grudnia 1338, które utraciła po upadku powstania styczniowego w 1869.
W 1378 powstała parafia wyśmierzycka. W 1657 wojska siedmiogrodzkie księcia Jerzego II Rakoczego zniszczyły doszczętnie Wyśmierzyce. W 1808 ówczesny zaborca austriacki sprzedał Wyśmierzyce Józefowi Teodorowi Makomaskiemu. W 1809 zostają włączone do departamentu radomskiego Księstwa Warszawskiego. 19 grudnia 1889 urodził się tam błogosławiony ks. prof. dr hab. Franciszek Rosłaniec (obecny patron miasta). Wyśmierzyce odzyskały prawa miejskie 1 lipca 1922.
Podczas okupacji hitlerowskiej, w maju 1942 roku Niemcy utworzyli getto dla żydowskich mieszkańców. Przebywało w nim około 900 Żydów. We wrześniu 1942 zostali wywiezieni do getta w Białobrzegach, a stamtąd do obozu zagłady Treblinka II i tam zamordowani.

## Zabytki

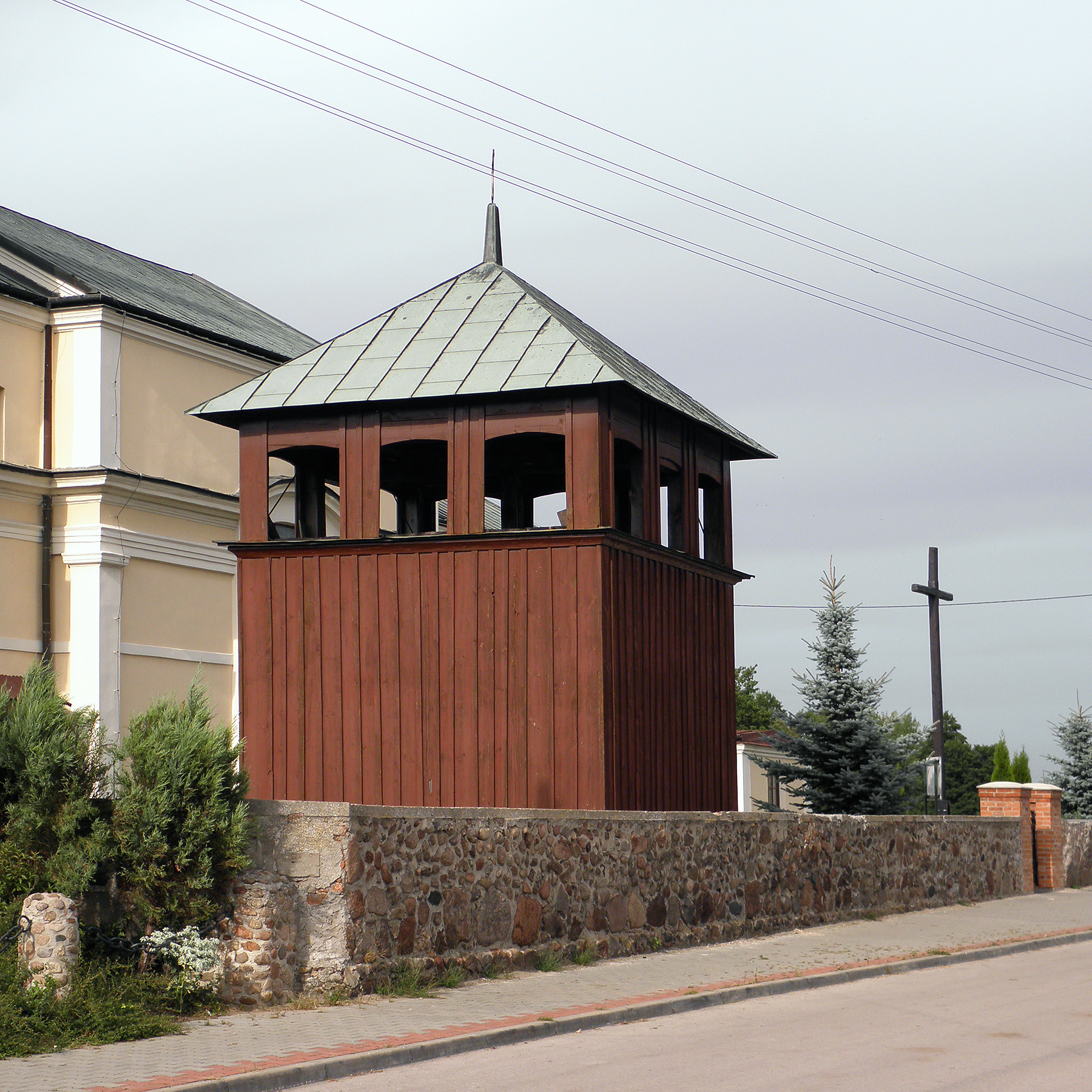
Dzwonnica przykościelna

- Kościół św. Teresy z Ávili z drugiej połowy XIX wieku.
- Organistówka z połowy XIX wieku.
- Dzwonnica z XIX wieku (rekonstrukcja).

## Edukacja
- Publiczna Szkoła Podstawowa
- Publiczne przedszkole

## Sport
W mieście, od 1965 roku, działa klub piłki nożnej, MKS Wyśmierzyce, grający w A klasie.

## Burmistrzowie Wyśmierzyc

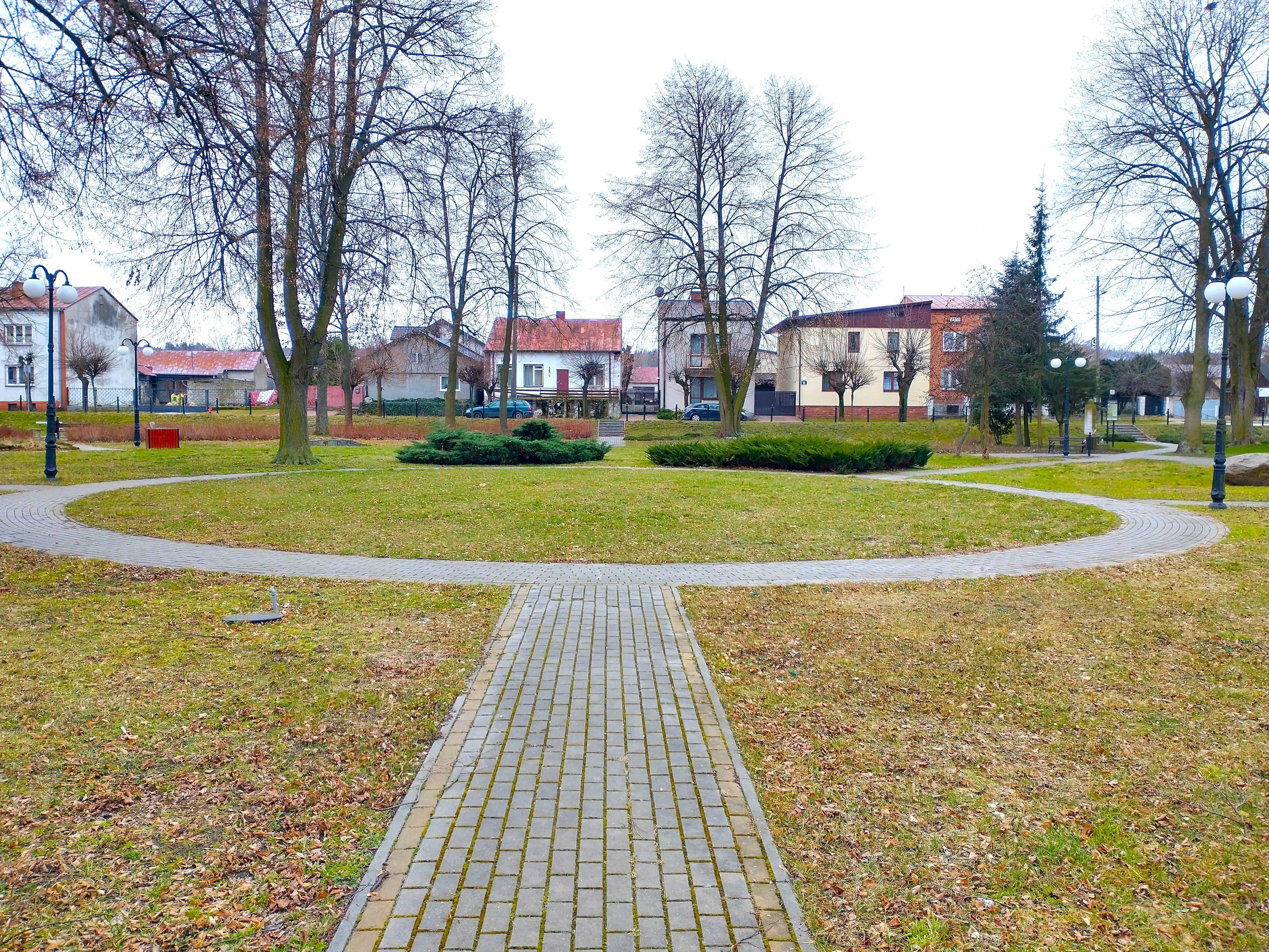
Plac Wolności

- Marek Bielewski (1990–1998) i (2014–2018)
- Władysław Jasiński (1998–2014)
- Wojciech Sępioł (2018-2024)
- Małgorzata Zajączkowska (od 2024)